# Elham Sadathashemi
Elham Sadathashemi (persisch الهام سادات هاشمی; * 17. Dezember 2001) ist eine iranische Leichtathletin, die sich auf das Kugelstoßen spezialisiert hat.

## Sportliche Laufbahn
Erste internationale Erfahrungen sammelte Elham Sadathashemi im Jahr 2024, als sie bei den Hallenasienmeisterschaften in Teheran mit einer Weite von 14,27 m die Bronzemedaill im Kugelstoßen hinter der Chinesin Sun Yue und Malika Nasreddinova aus Usbekistan gewann.
In den Jahren von 2021 bis 2023 wurde Sadathashemi iranische Meisterin im Kugelstoßen im Freien sowie 2024 in der Halle.